# Мисс мира 1972
Мисс мира 1972 (англ. Miss World 1972) — 22-й ежегодный конкурс красоты, проходивший 1 декабря 1972 года в Альберт-холле, Лондон, Великобритания. В конкурсе участвовали 53 девушки. Победила Белинда Грин, представлявшая Австралию.

## Результаты
| Награда        | Участницы |
| Мисс мира 1972 | - Австралия — Белинда Грин |
| 1-я вице-мисс  | - Норвегия — Ингеборг Сёренсен |
| 2-я вице-мисс  | - Израиль — Ханна Урдан |
| 3-я вице-мисс  | - Австрия — Урсула Пахер |
| 4-я вице-мисс  | - Индия — Малати Басаппа |

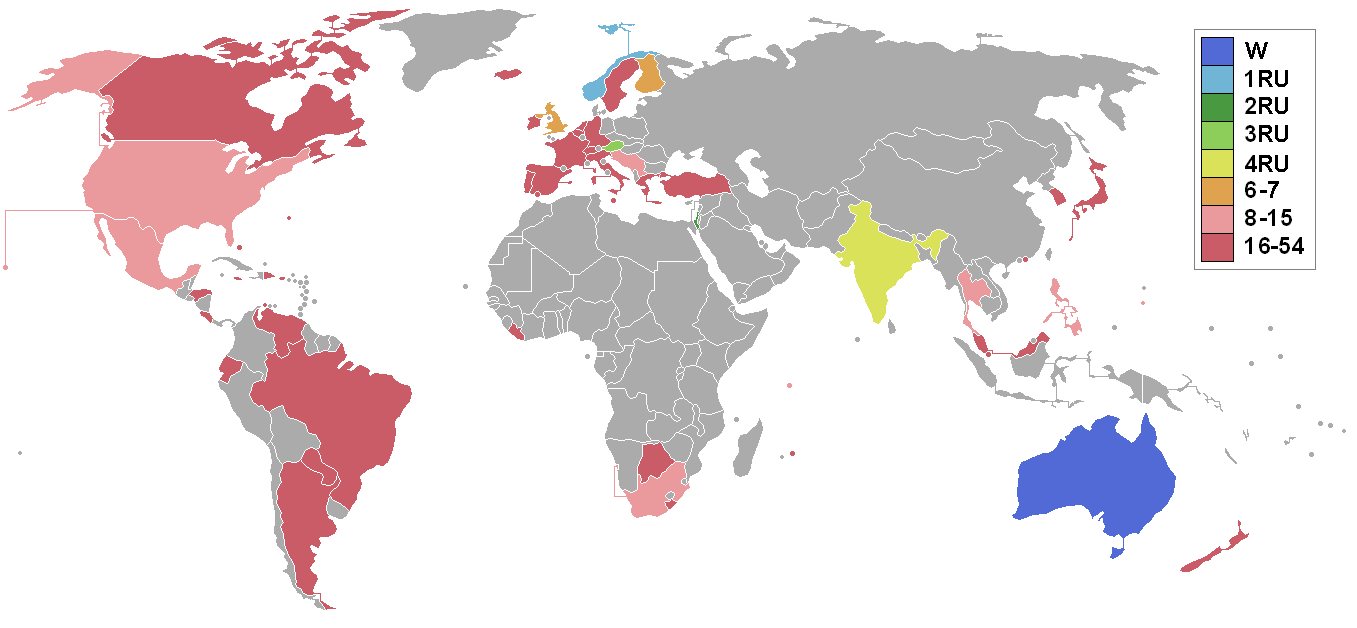
Страны-участницы конкурса «Мисс мира» 1972 года

| 5-я вице-мисс  | - Финляндия — Туула Аннели Бьёрклинг |
| 6-я вице-мисс  | - Великобритания — Дженнифер Макадам |
| Полуфиналистки | - Гуам — Мария Луиза Пейнджлинан - Мексика — Глория Гутьеррес - Филиппины — Эванджелин Рейес - Сейшельские Острова — Джейн Стравенс - ЮАР — Стефани Рейнек - Таиланд — Жинтана Житсопон - США — Линда Картер - Югославия — Биляна Ристич |

## Участницы
| - ЮАР — Синтия Шейндж (Cynthia Shange) - Аргентина — Ольга Эдит Коньини Феррер (Olga Edith Cognini Ferrer) - Нидерландские Антильские острова — Сандра Уэрлман (Sandra Werleman) - Австралия — Белинда Грин (Belinda Green) - Австрия — Урсула Пахер (Ursula Pacher) - Багамские Острова — Хитер Клиар (Heather (Hedda) Cleare) - Бельгия — Анн-Мари Роже (Anne-Marie Roger) - Бермуды — Хелен Браун (Helen Brown) - Ботсвана — Агнес Мотсуэр Летсебе (Agnes Motswere Letsebe) - Бразилия — Анхела Мария Фави (Ângela Maria Favi) - Канада — Бонни Брэди (Bonny Brady) - Коста-Рика — Мария Виктория Росс Гонсалес (María Victoria (Vicki) Ross González) - Доминиканская Республика — Тереса Эвангелина Медрано (Teresa Evangelina Medrano) - Эквадор — Патрисия Фалькони (Patricia Falconí) - Финляндия — Туула Аннели Бьёрклинг (Tuula Anneli Björkling) - Франция — Клодин Кассеро (Claudine Cassereau) - Германия — Хайди Вебер (Heidemarie Renate Weber) - Гибралтар — Розмари Вивиан Катаниа (Rosemarie Vivian Catania) - Греция — Хелени Ликисса (Heleni Lykissa) - Гуам — Мария Луиза Пейнджлинан (Maria Louise (Marylou) Pangelinan) - Нидерланды — Моник Боргельд (Monique Borgeld) - Гондурас — Дорис ван Тайл (Doris van Tuyl) - Гонконг — Гэй Мей-Лин (Gay Mei-Lin) - Исландия — Роса Хельгадоттир (Rósa Helgadóttir) - Индия — Малати Басаппа (Malathi Basappa) - Ирландия — Полина Тереза Фитцсимонс (Pauline Therese Fitzsimons) - Израиль — Ханна Урдан (Hanna Urdan) | - Италия — Лаура Романо (Laura Romano) - Ямайка — Гейл Джеральдин Филлипс (Gail Geraldeen Phillips) - Япония — Акико Кадзитани (Akiko Kajitani) - Либерия — Сеселия Армена Кинг (Cecelia Armena King) - Малайзия — Дженет Мок Суи Чин (Janet Mok Swee Chin) - Мальта — Джейн Аттард (Jane Attard) - Маврикий — Мари Анж Бестель (Marie Ange Bestel) - Мексика — Глория Гутьеррес (Gloria Gutiérrez López) - Новая Зеландия — Кристин Дэйл Аллан (Kristine Dayle Allan) - Норвегия — Ингеборг Сёренсен (Ingeborg Sørensen) - Парагвай — Роса Анхелика Мусси (Rosa Angélica Mussi) - Филиппины — Эванджелин Рейес (Evangeline Rosales Reyes) - Португалия — Анита Маркес (Anita Marques) - Пуэрто-Рико — Ана Ниси Гойко (Ana Nisi Goyco) - Сейшельские Острова — Джейн Стравенс (Jane Edna Stravens) - Сингапур — Розалинд Ли Энг Нео (Rosalind Lee Eng Neo) - ЮАР — Стефани Рейнек (Stephanie Elizabeth Reinecke) - Испания — Мария дель Кармен Муньос Кастаньон (María del Carmen Muñoz Castañón) - Швеция — Рита Бернтссон (Rita Berntsson) - Швейцария — Астрид Фолленвайдер (Astrid Vollenweider) - Таиланд — Жинтана Житсопон (Jintana Jitsophon) - Турция — Фейзал Кибарер (Feyzal Kibarer) - Великобритания — Дженнифер Макадам (Jennifer Mary McAdam) - США — Линда Картер (Lynda Jean Córdoba Carter) - Венесуэла — Амалия Эллер (Amalia Heller Gómez) - Югославия — Биляна Ристич (Biljana Ristić) |

## Дополнительно

### Дебют
- Ботсвана и Сингапур участвовали впервые.

### Вернулись
- Гондурас последний раз участвовал в 1968 году.
- Коста-Рика последний раз участвовала в 1969 году.
- Гонконг и Либерия последний раз участвовали в 1970 году.